# Bob Dandridge
Robert L. Dandridge jr., detto Bob (Richmond, 15 novembre 1947), è un ex cestista statunitense, professionista nella NBA.
Nel 2021 è stato inserito fra i membri del Naismith Memorial Basketball Hall of Fame.

## Carriera
Venne selezionato dai Milwaukee Bucks al quarto giro del Draft NBA 1969 (45ª scelta assoluta).

## Statistiche

### NBA

#### Regular season
| Anno       | Squadra            | PG  | PT | MP   | TC%  | 3P%  | TL%  | RP  | AP  | PRP | SP  | PP   |
| ---------- | ------------------ | --- | -- | ---- | ---- | ---- | ---- | --- | --- | --- | --- | ---- |
| 1969-1970  | Milwaukee Bucks    | 81  | -  | 30,4 | 48,5 | -    | 75,4 | 7,7 | 3,6 | -   | -   | 13,2 |
| 1970-1971† | Milwaukee Bucks    | 79  | -  | 36,2 | 50,9 | -    | 70,2 | 8,0 | 3,5 | -   | -   | 18,4 |
| 1971-1972  | Milwaukee Bucks    | 80  | -  | 37,0 | 49,8 | -    | 73,9 | 7,7 | 3,1 | -   | -   | 18,4 |
| 1972-1973  | Milwaukee Bucks    | 73  | -  | 39,1 | 47,2 | -    | 78,9 | 8,2 | 2,8 | -   | -   | 20,2 |
| 1973-1974  | Milwaukee Bucks    | 71  | -  | 35,5 | 50,3 | -    | 81,8 | 6,7 | 2,8 | 1,6 | 0,6 | 18,9 |
| 1974-1975  | Milwaukee Bucks    | 80  | -  | 37,9 | 47,3 | -    | 80,5 | 6,9 | 3,0 | 1,5 | 0,6 | 19,9 |
| 1975-1976  | Milwaukee Bucks    | 73  | -  | 37,5 | 50,2 | -    | 82,4 | 7,4 | 2,8 | 1,5 | 0,5 | 21,5 |
| 1976-1977  | Milwaukee Bucks    | 70  | -  | 35,7 | 46,7 | -    | 77,1 | 6,3 | 3,8 | 1,4 | 0,4 | 20,8 |
| 1977-1978† | Washington Bullets | 75  | -  | 37,0 | 47,1 | -    | 78,8 | 5,9 | 3,8 | 1,3 | 0,6 | 19,3 |
| 1978-1979  | Washington Bullets | 78  | -  | 33,7 | 49,9 | -    | 82,5 | 5,7 | 4,7 | 0,9 | 0,7 | 20,4 |
| 1979-1980  | Washington Bullets | 45  | -  | 32,4 | 45,1 | 18,2 | 80,9 | 5,5 | 4,0 | 0,6 | 0,8 | 17,4 |
| 1980-1981  | Washington Bullets | 23  | -  | 23,7 | 42,6 | 0,0  | 71,8 | 3,6 | 2,6 | 0,7 | 0,4 | 10,0 |
| 1981-1982  | Milwaukee Bucks    | 11  | 0  | 15,8 | 38,2 | -    | 58,8 | 1,5 | 1,2 | 0,5 | 0,2 | 4,7  |
| Carriera   | Carriera           | 839 | 0  | 35,2 | 48,4 | -    | 78,0 | 6,8 | 3,4 | 1,3 | 0,6 | 18,5 |

#### Play-off
| Anno     | Squadra            | PG | PT | MP   | TC%  | 3P% | TL%  | RP  | AP  | PRP | SP  | PP   |
| -------- | ------------------ | -- | -- | ---- | ---- | --- | ---- | --- | --- | --- | --- | ---- |
| 1970     | Milwaukee Bucks    | 10 | -  | 39,9 | 50,7 | -   | 65,5 | 8,7 | 5,7 | -   | -   | 16,3 |
| 1971†    | Milwaukee Bucks    | 14 | -  | 38,2 | 46,3 | -   | 78,2 | 9,6 | 3,4 | -   | -   | 19,2 |
| 1972     | Milwaukee Bucks    | 11 | -  | 40,1 | 49,5 | -   | 74,0 | 8,8 | 1,9 | -   | -   | 21,5 |
| 1973     | Milwaukee Bucks    | 6  | -  | 34,0 | 42,1 | -   | 70,4 | 4,7 | 1,2 | -   | -   | 13,8 |
| 1974     | Milwaukee Bucks    | 16 | -  | 40,5 | 49,3 | -   | 76,6 | 7,6 | 2,8 | 1,4 | 0,6 | 19,3 |
| 1976     | Milwaukee Bucks    | 3  | -  | 40,7 | 49,0 | -   | 90,0 | 7,7 | 2,7 | 1,0 | 0,0 | 22,0 |
| 1978†    | Washington Bullets | 19 | -  | 39,3 | 47,9 | -   | 69,0 | 6,5 | 3,9 | 1,6 | 0,7 | 21,2 |
| 1979     | Washington Bullets | 19 | -  | 41,4 | 47,3 | -   | 82,7 | 7,4 | 5,5 | 0,7 | 0,8 | 23,1 |
| Carriera | Carriera           | 98 | -  | 39,6 | 48,0 | -   | 76,1 | 7,7 | 3,7 | 1,2 | 0,7 | 20,1 |

## Palmarès
- Campionato NBA: 2

Milwaukee Bucks: 1971
Washington Bullets: 1978
- NBA All-Rookie First Team (1970)
- All-NBA Second Team (1979)
- NBA All-Defensive First Team (1979)
- 4 volte NBA All-Star (1973, 1975, 1976, 1979)